# Silber-Weide
Die Silber-Weide (Salix alba) ist eine Pflanzenart in der Gattung der Weiden (Salix) aus der Familie der Weidengewächse (Salicaceae). Der Name nimmt auf die silbrig erscheinenden schmal lanzettlichen Laubblätter Bezug. Sie ist eine der wenigen baumförmigen Weiden und war Baum des Jahres 1999.

## Erscheinungsbild

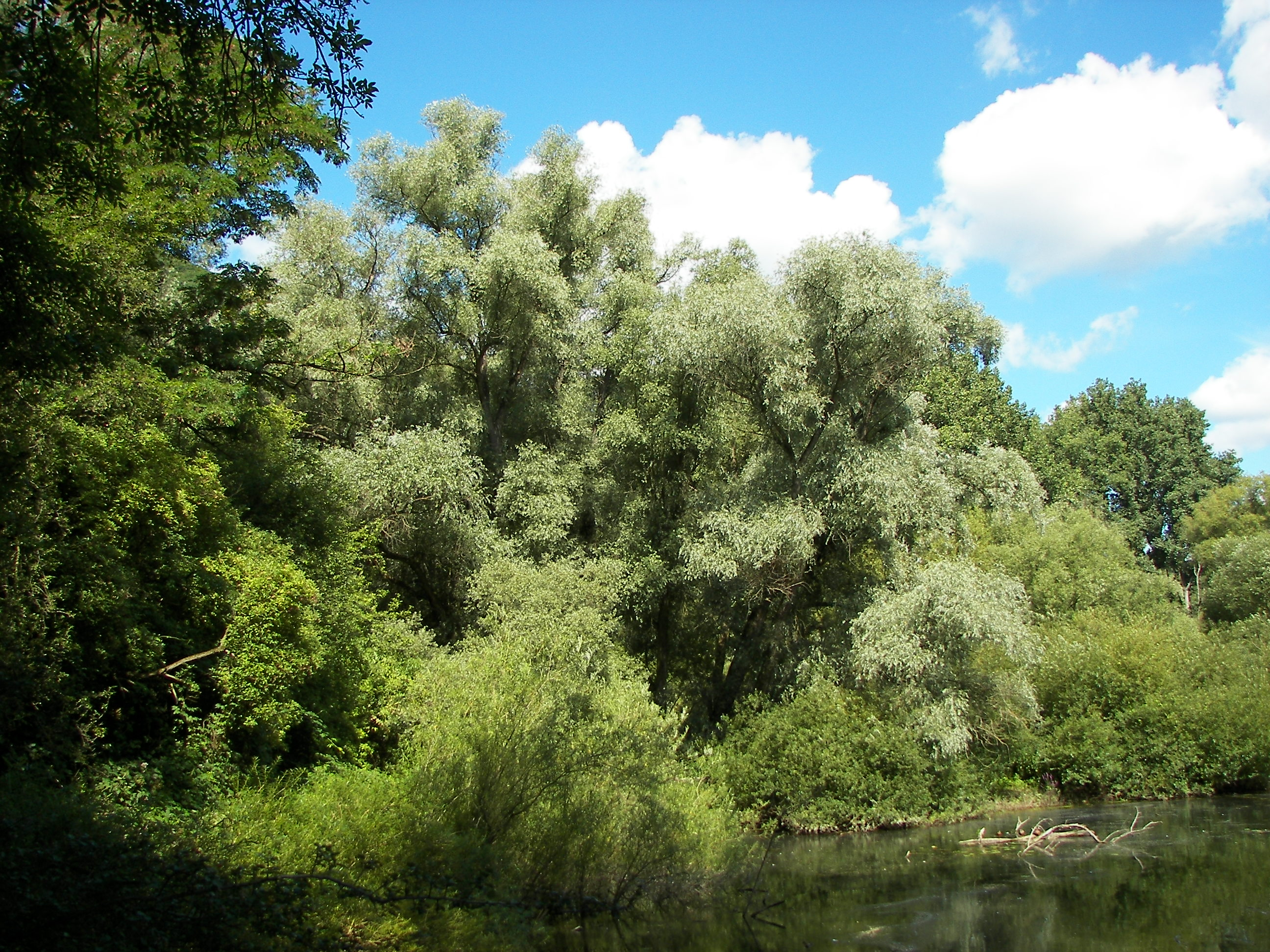
Wuchsform

Die Silber-Weide kann als Laubbaum eine Wuchshöhe bis zu 35 Metern erreichen, sie wächst nur ausnahmsweise strauchig. Es wurden Weiden gefunden, die etwa 200 Jahre alt sind. Jüngere Bäume haben noch eine spitz kegelförmige Baumkrone; die Krone älterer Bäume wirkt dagegen formlos. Der Stamm kann einen Durchmesser bis über 1,5 Meter erreichen. Die Rinde ist dunkelgrau mit dicken, dicht zusammenstehenden Leisten; ältere Bäume weisen eine gräuliche, tiefgefurchte Borke auf. 
Die Verzweigungen sind spitzwinklig. Junge Zweige sind gelb bis (rot)braun, kurz anliegend behaart und biegsam. Ältere Zweige verkahlen. Die Sommerblätter werden 5 bis 12 Zentimeter lang. Sie sind schmal lanzettlich mit der größten Breite in der Mitte und beiderseits gleichmäßig verschmälert. Die Blattränder sind fein drüsig gesägt; die Drüsen sitzen auf den Zahnspitzen. Die Behaarung der Blätter ist oberseits dünn und seidig, unterseits dicht und längs ausgerichtet. Dadurch wirken die Blätter silbrig glänzend und haben zu der deutschen und botanischen Artbezeichnung geführt. Der Blattstiel erreicht 5 Millimeter Länge.
Die zweihäusigen Blüten erscheinen nach dem Blattaustrieb von April bis Mai. Die männlichen Blüten sind gelb, die weiblichen grün und später wollig-weiß. Die Kätzchen werden bis zu 7 Zentimeter lang und sind zylindrisch. Die Staubblätter sind an der Basis dicht behaart. Die Fruchtknoten sind kahl, sitzend oder kurz gestielt. Die Tragblätter sind einfarbig gelb und lang gestreckt. Die Basis und der Rand sind kurzhaarig, im vorderen Teil kahl. Es ist nur eine äußere Knospenschuppe vorhanden, eine innere Knospenschuppe und eine Pseudoschuppe fehlen (im Gegensatz zu Salix × rubens). Die Samen sind zwischen Juni und Juli ausgereift und tragen lange, weiße Haare, die als Flughilfe dienen.
Die Chromosomenzahl beträgt 2n = 76.

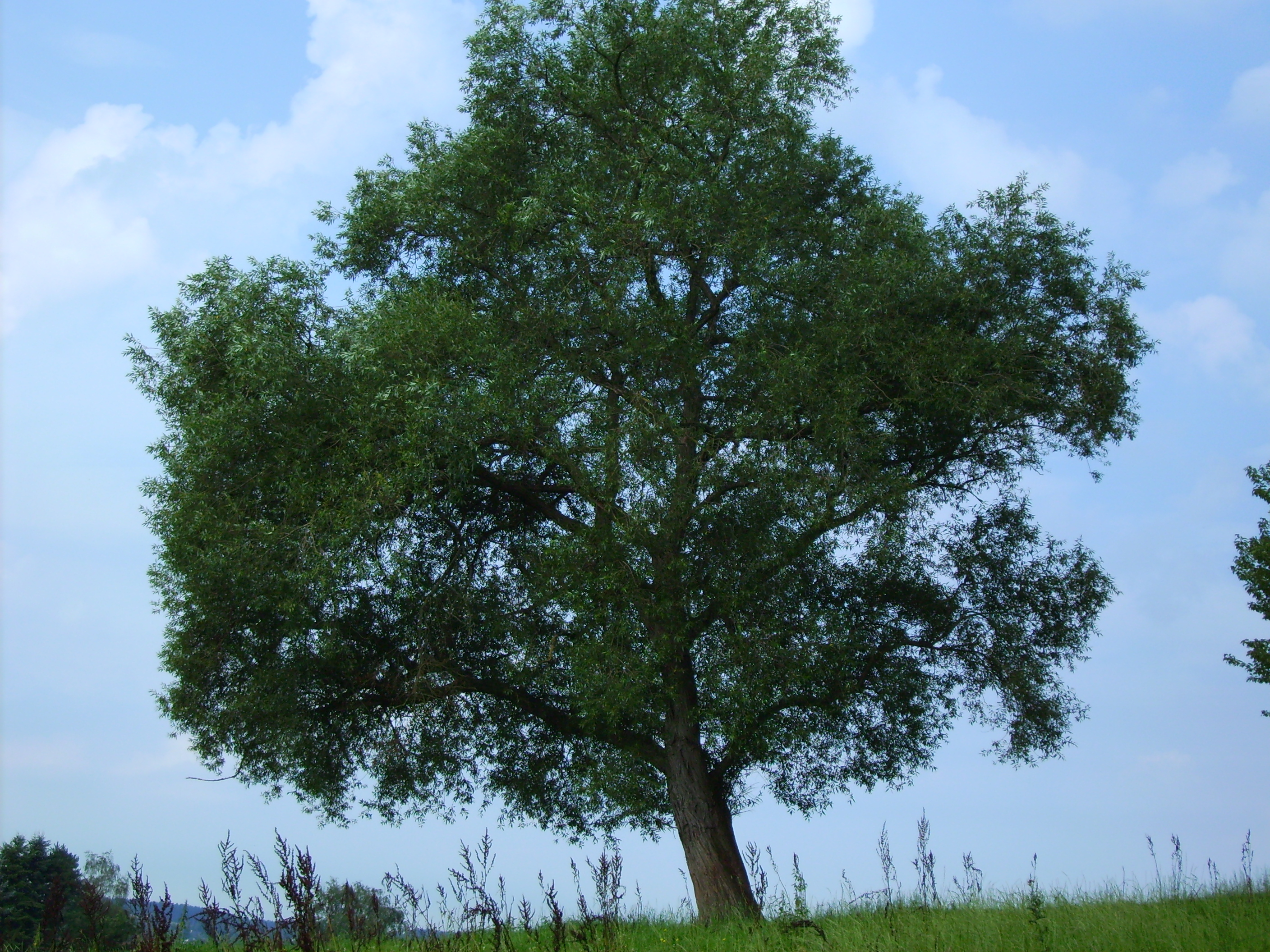
Habitus Salix alba
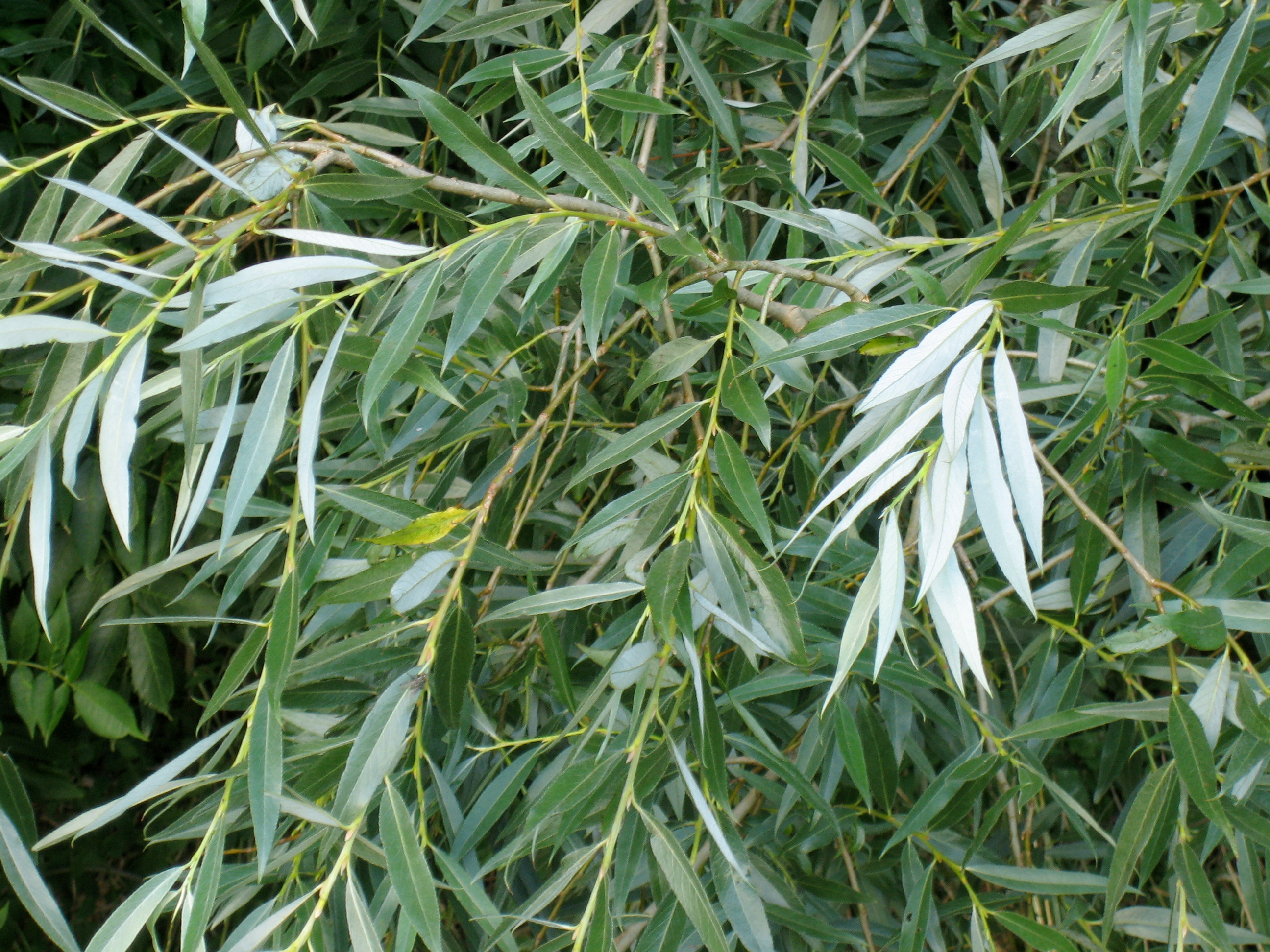
Blätter der Silber-Weide
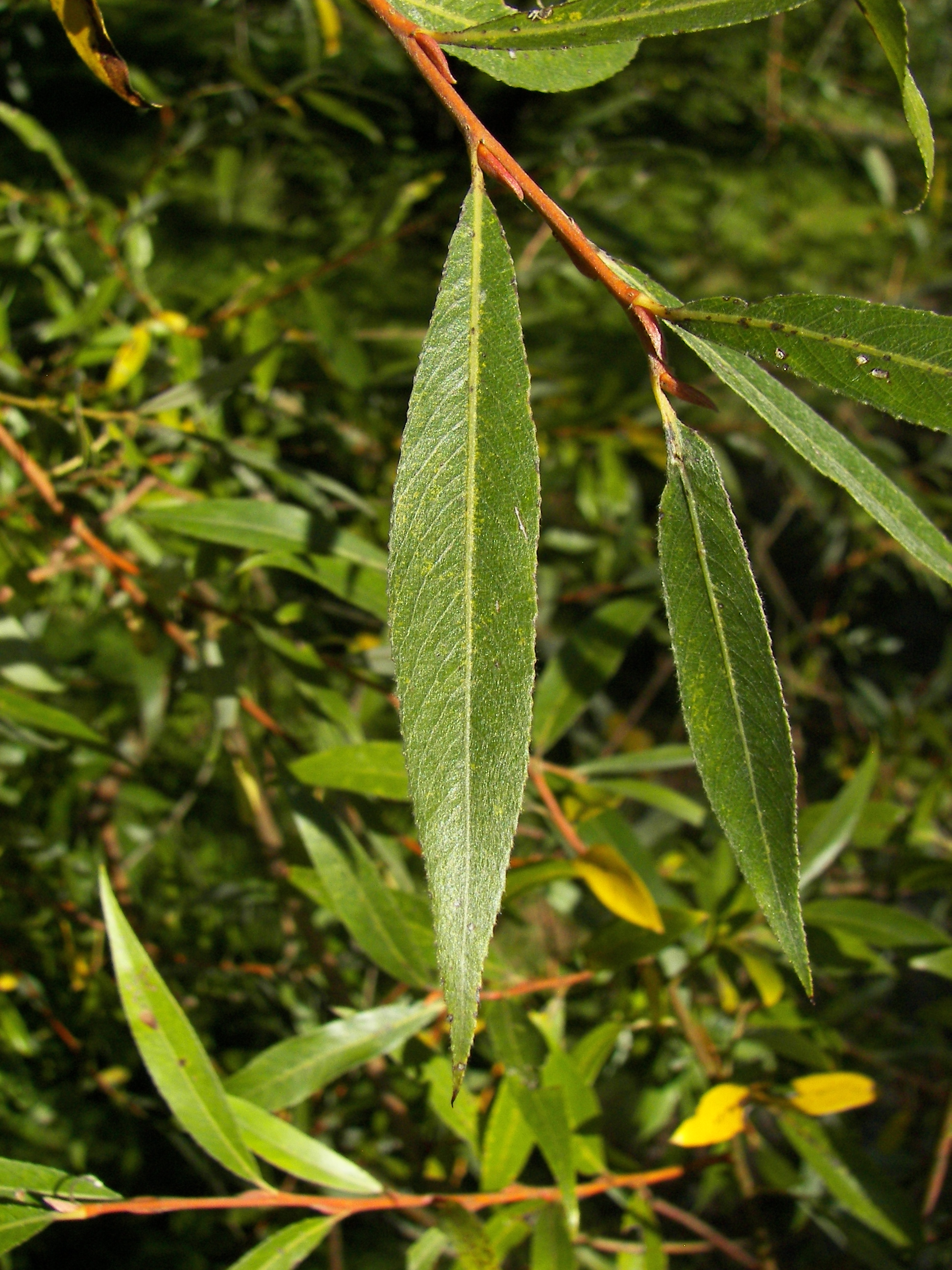
Einzelnes Blatt
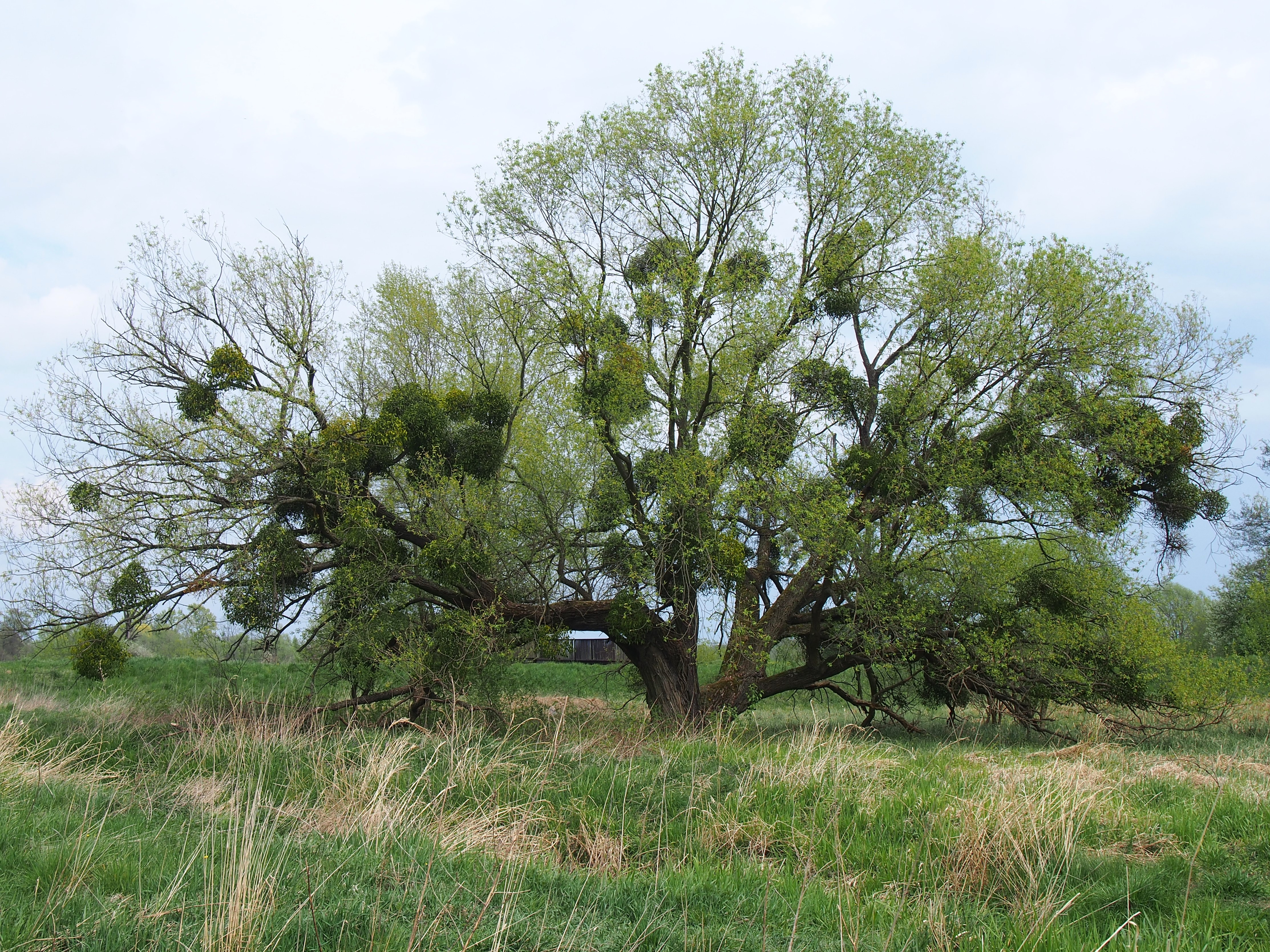
Salix mit Mistelbefall
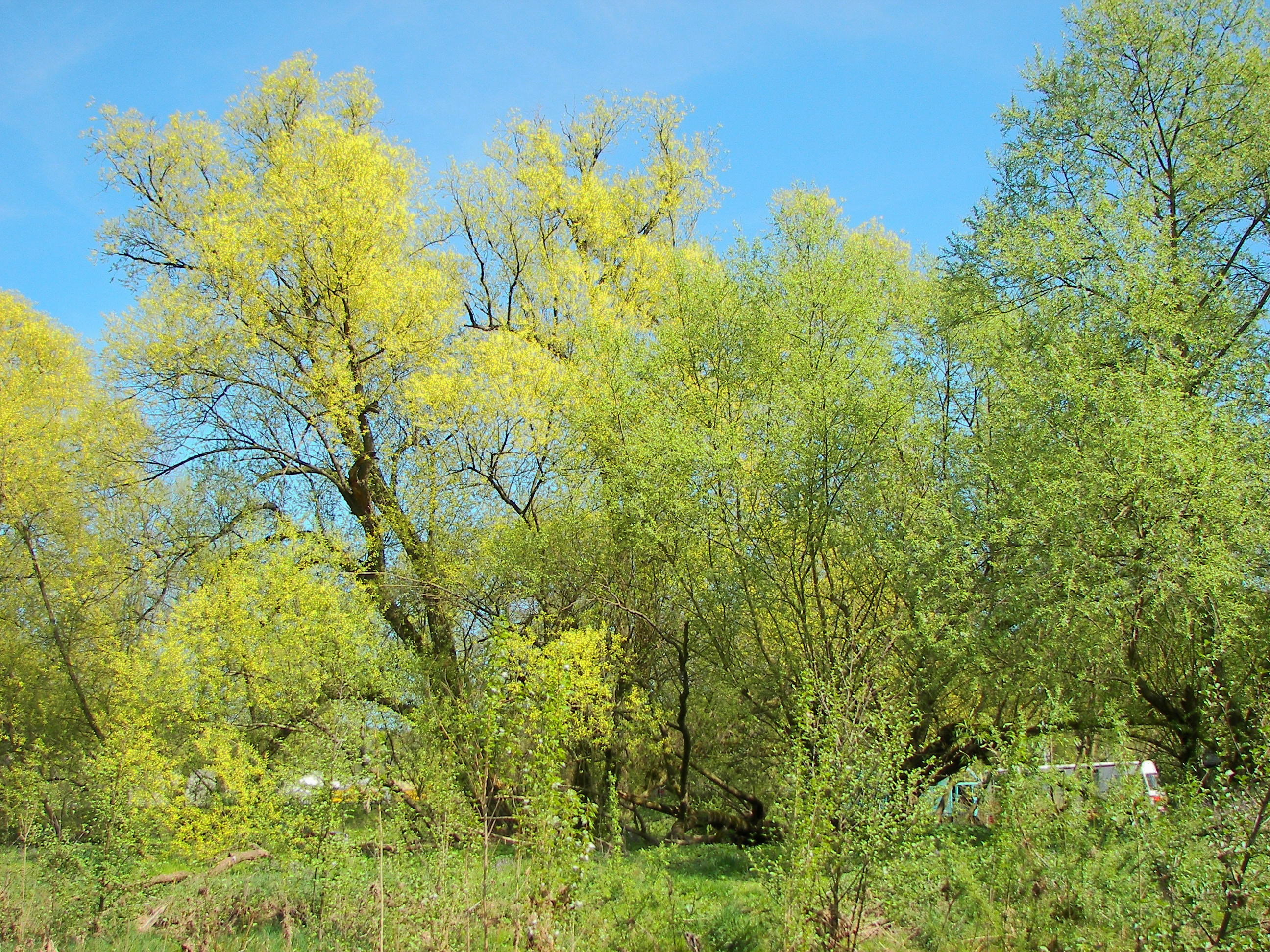
Bäume mit männlichen (links) und weiblichen (rechts) Kätzchen
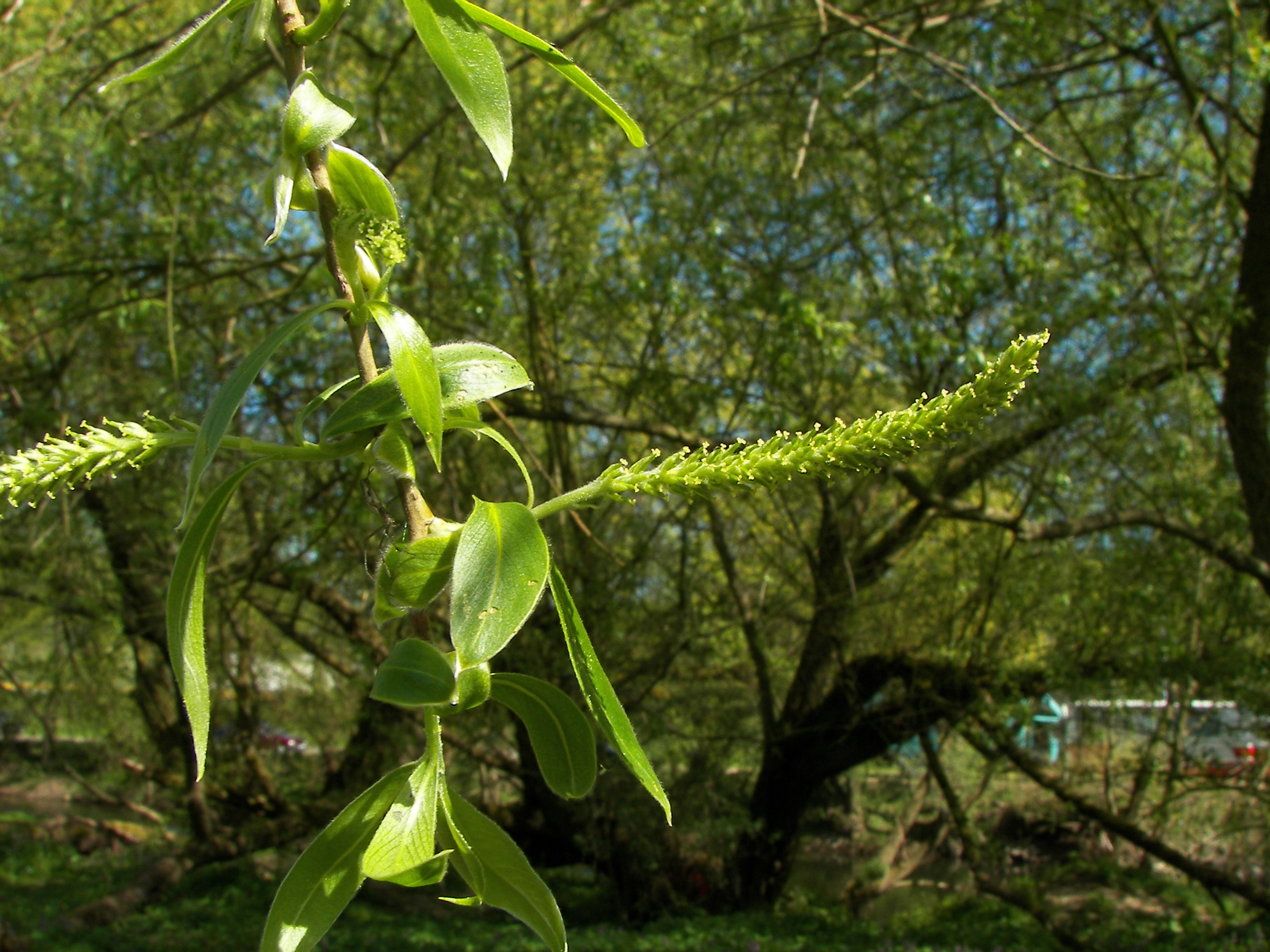
Weibliche Kätzchen der Silber-Weide
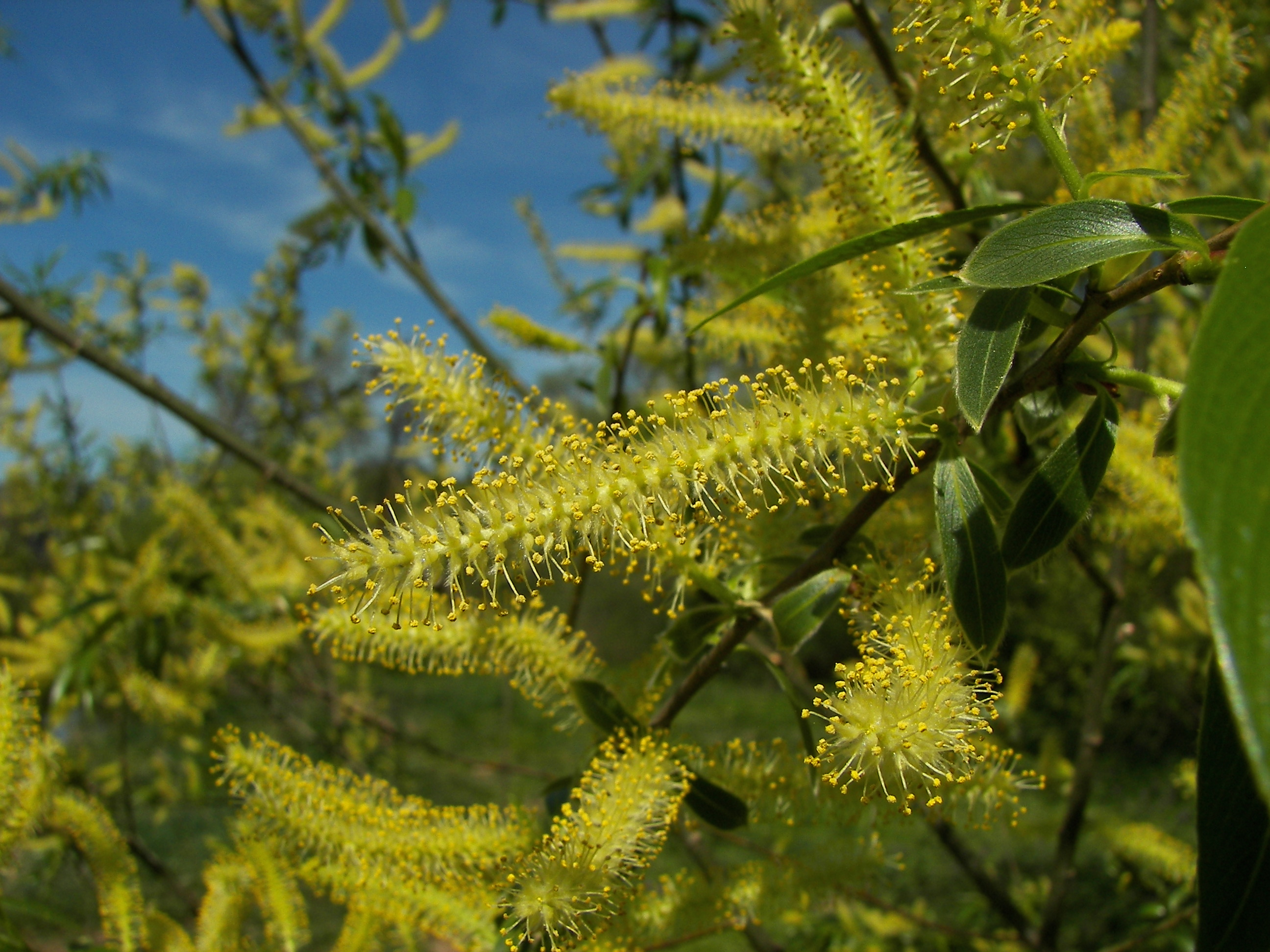
Männliche Kätzchen der Silber-Weide
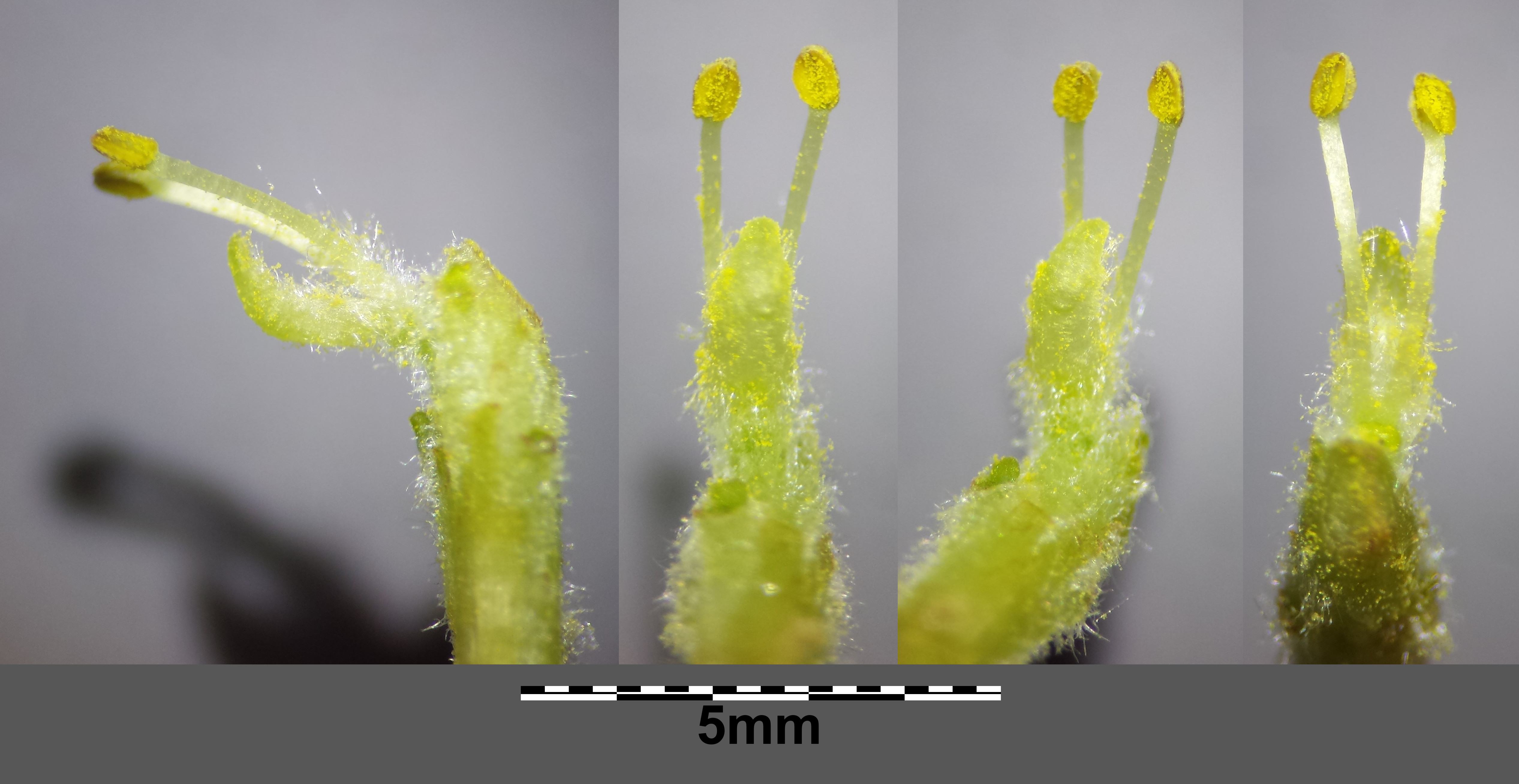
Männliche Blüte mit zwei Staubblättern und kahlem Deckblatt

## Verbreitung und Standort

Verbreitung der Silber-Weide (grüne Flächen): isolierte Vorkommen, oranges Dreieck: eingeführt

Die Silber-Weide ist in ganz Europa mit Ausnahme von Skandinavien, in Nordafrika und nach Osten bis nach Zentralasien heimisch. In Mitteleuropa kommt sie vom Meeresspiegel bis in mittlere Gebirgslagen (meist bis 850 m) vor. In den Allgäuer Alpen steigt sie in Vorarlberg an einem Hang bei Gatter nahe Riezlern bis zu 1150 Metern Meereshöhe auf.
Sie wächst als etwas wärmeliebende Lichtholzart in Überflutungsgebieten in Ufergebüschen, in Auwäldern, an Altwässern, an Bächen oder Seen. Sie bevorzugt periodisch überschwemmte, nährstoff- und basenreiche, kalkhaltige bis mäßig saure, sandig-kiesige Tonböden oder reine Schlickböden (Rohauböden). Sie ist eine Charakterart des Salicetum albae aus dem Verband Salicion albae.
Sie besiedelt als Pionierpflanze auch Sekundärstandorte wie Gräben, Ufer von Restgewässern oder ehemaliger Entnahmestellen von Sand, Kies, Ton und Lehm. Die Silber-Weide kann ebenfalls als Haldenbegrünung, zur Rekultivierung von Anbauflächen (Bodenverbesserung) oder als Windschutzgehölz eingesetzt werden.

## Ökologie
In den Überschwemmungsbereichen großer Flüsse wachsen oft mächtige Exemplare der Silber-Weide. Die Bestände sind auf regelmäßige Überflutungen angewiesen und tragen zusammen mit anderen Arten der Weichholzaue dazu bei, Hochwasserereignisse zu mildern und die Ufer zu stabilisieren. Mit ihrem breitflächigen Wurzelsystem kann die Weide die Erosion einschränken. Sie ist sehr wuchskräftig und wurzelintensiv. Sie verträgt häufige Überschwemmungen und Staunässe besser als andere Baumarten. Im Jugendstadium kann das Wachstum der Jahrestriebe bis zu 2 Meter betragen. Die Zweige bewurzeln sich bei Bodenkontakt sehr leicht und begründen ein sehr ausgeprägtes vegetatives Vermehrungsvermögen. Die Samen werden durch den Wind weit verbreitet und besitzen eine schnelle Keimfähigkeit.
Das Kernholz, d. h. die inneren, nicht mehr wasserleitenden Teile des Holzkörpers, ist nicht durch Gerbstoffe vor Fäulnis geschützt und verwittert rasch. Deshalb sind alte Weidenbäume innen oft hohl. Solche Höhlen dienen Tieren als Unterschlupf oder sie füllen sich mit Humus und werden so zum Blumentopf für andere Pflanzen. Der Biber baut seine Wohnburgen meist in der Nähe von Weiden und benutzt sie als Nahrungsquelle.
Durch den Verlust ihrer Biotope ist die Silber-Weide erheblich in ihrem Bestand zurückgegangen. Diese Tatsache war ein Anlass, diese Weide als Baum des Jahres 1999 zu wählen.

### Kopfweiden
Kopfweiden entstehen dadurch, dass man die Zweige regelmäßig bis fast zum Stamm zurückschneidet. Die Zweige (Ruten) wurden als Flechtweide zum Flechten von Körben und als Flechtwerk für die Ausfachung von Fachwerkhäusern genutzt. Weil das Zurückschneiden der Kopfweiden im Zuge der modernen Landwirtschaft zu mühsam bzw. zu unrentabel wurde, wuchsen viele Kopfweiden aus und brachen zusammen. Inzwischen haben aber Umweltschützer vielfach das Zurückschneiden der Kopfweiden übernommen.

### Wirrzöpfe
Die Wirrzöpfe der Weide sind bis 20 cm lange, gestauchte Sprosse, bei denen die Blätter zu Schuppen verkümmert sind. Sie werden durch Gallmilben der Gattungen Eriophyes, Aceria und Vasates verursacht.

## Systematik
Die Silber-Weide wurde 1753 von Carl von Linné in Species Plantarum erstveröffentlicht.
Von der Silber-Weide sind einige Unterarten beziehungsweise Varietäten bekannt. Der Status der verschiedenen Formen wird unterschiedlich aufgefasst:
- Salix alba subsp. caerulea (Sm.) Rech.f.
- Salix alba subsp. vitellina (L.) Schübl. & G.Martens, auch Bunte Weide, Gelbe Weide oder Dotter-Weide genannt.
- Salix alba var. sericea Gaudin.

Die Bunte Weide ist ein aus Ostasien stammendes in Deutschland eingeführtes Ziergehölz. Sie zeichnet sich durch die dottergelbe bis mennigrote Farbe der jungen Zweige aus, die besonders im Winter auffallen. Der Austrieb ist rot. Die Blätter sind oberseits fast kahl und unterseits nur wenig behaart.
Die Silber-Weide bildet zusammen mit der Bruch-Weide (Salix fragilis) die Fahl-Weide oder Hohe Weide (Salix × rubens Schrank). Die Hybride hat rotbraune Zweige. Die Blattspreite ist unterhalb der Mitte am breitesten. Die Tragblätter sind am Rand lang behaart und an der Spitze bärtig.
Ein seltener Hybride mit der Mandel-Weide (Salix triandra) ist die Welligblättrige Weide (Salix × undulata Ehrh.).
Außerdem bildet die Silber-Weide mit der aus China stammenden Echten Trauerweide (Salix babylonica L.) eine Hybride, die Trauerweide Salix × sepulcralis Simonk. mit schlaff hängenden Zweigen.
Da heutzutage überall Weiden verschiedener Herkunft angepflanzt werden, haben Sämlinge oft Eltern verschiedener Unterarten. Dies führt zu einer gewissen Vereinheitlichung der in Erscheinung tretenden Merkmale (Phänotyp), bedeutet aber keine genetische Verarmung.

### Zuchtformen im Gartenbau
Es existieren zahlreiche Zuchtformen der Silber-Weide, die im Garten- und Landschaftsbau verwendet werden:
- 'Liempde': Die Krone dieses großen, bis zu 30 Meter hohen Baumes hat eine schmal kegelförmige Form. Die Rinde ist gelblich und später hellbraun. Sie wird für die Bepflanzung von Wegen, Straßen und Alleen eingesetzt.
- 'Sericea': Diese auch 'Argentea' genannte Form ist in Gärten und Parks häufig anzutreffen. Die bis 10 cm langen Blätter sind glänzend silberweiß durch die lange, weiße, seidige Behaarung auf beiden Blattseiten; dadurch ist der Baum schon von weitem auffällig.
- 'Tristis': Diese in Frankreich um 1815 entstandene Form ist die allseits bekannte Trauerweide. Sie wird an Gewässern und in Parks häufig angebaut. Der Baum kann 22 m hoch werden. Die Baumkrone ist unregelmäßig breit gewölbt; die langen dünnen Zweige hängen schlaff herab. Die Rinde ist hell graubraun. Die Zweige sind im Frühjahr kräftig gelb, im Sommer hellgelb. Die Blätter treiben früher als beim Typ aus; sie sind auch größer (bis zu 10 cm Länge und 1,5 cm Breite). Die meisten Exemplare sind männliche Klone; bisweilen kommen jedoch weibliche Blüten in den männlichen Kätzchen vor. Im Handel ist die Trauerweide häufig unter der falschen Bezeichnung Salix babylonica zu finden.
- Lockenweide (Salix × erythroflexuosa): Kreuzung aus Salix matsudana 'Tortuosa'  und Salix alba 'Tristis'.

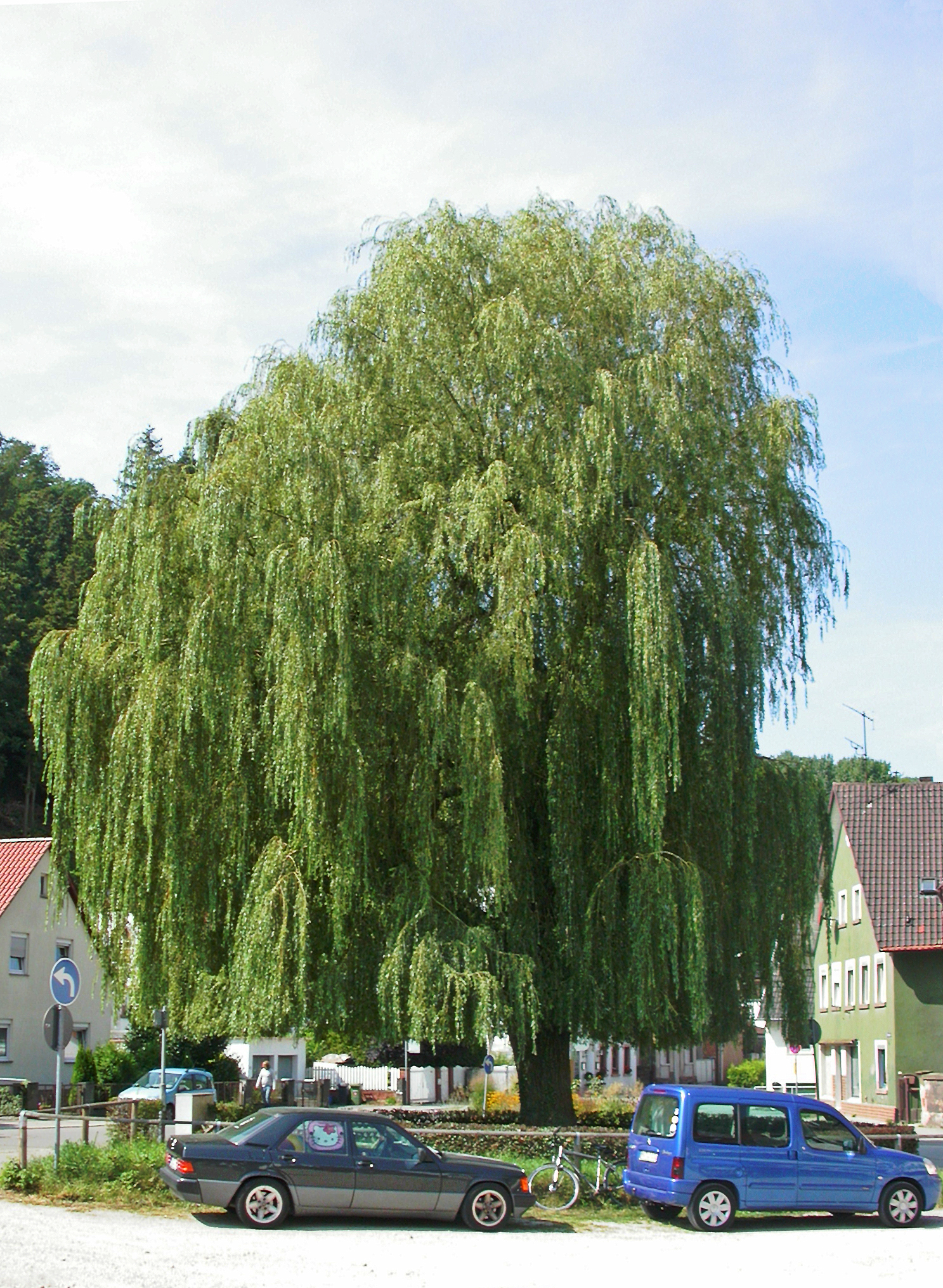
Trauerweide (Salix alba 'Tristis') in Weinheim
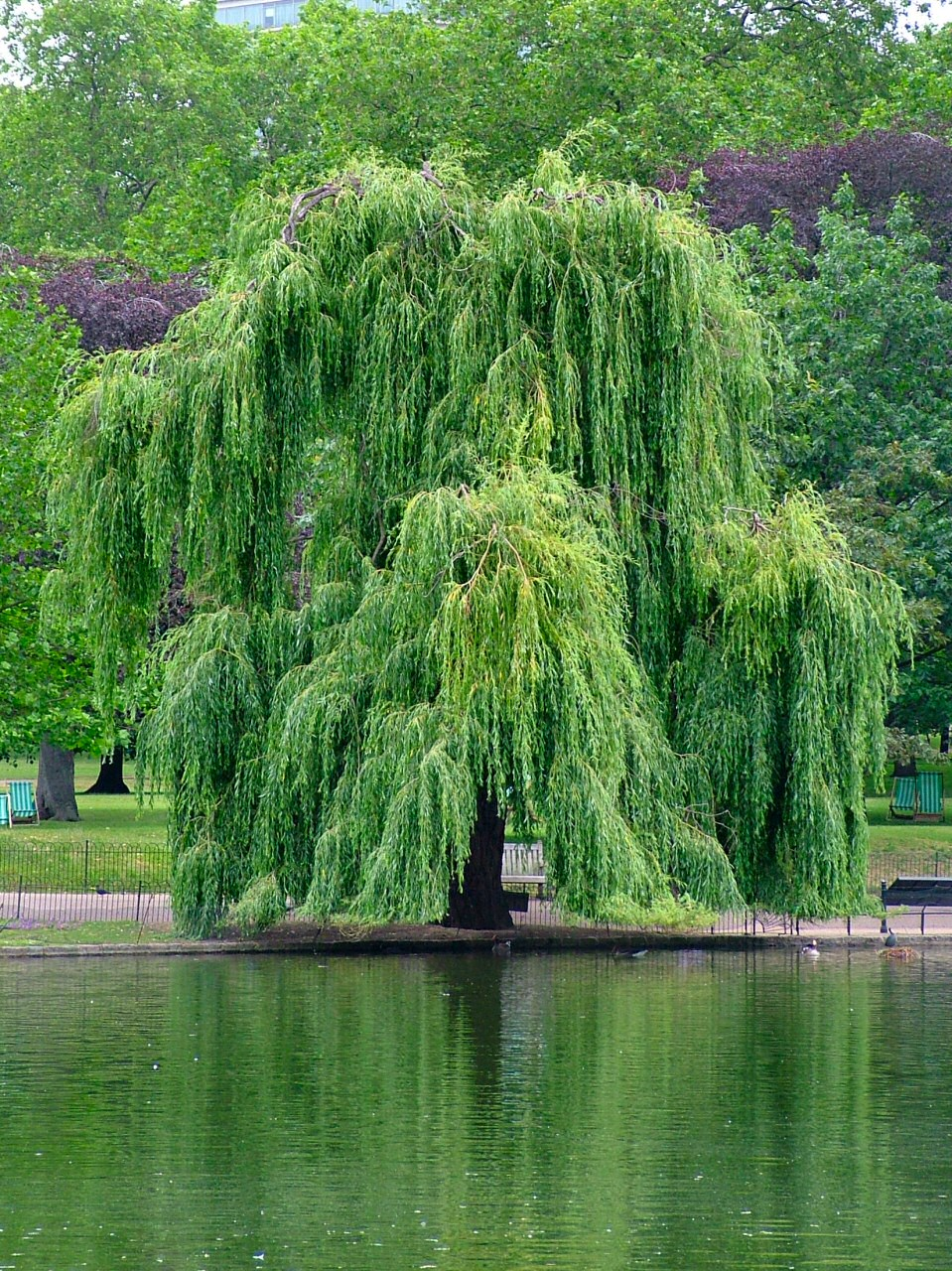
Trauerweide (Salix alba 'Tristis')
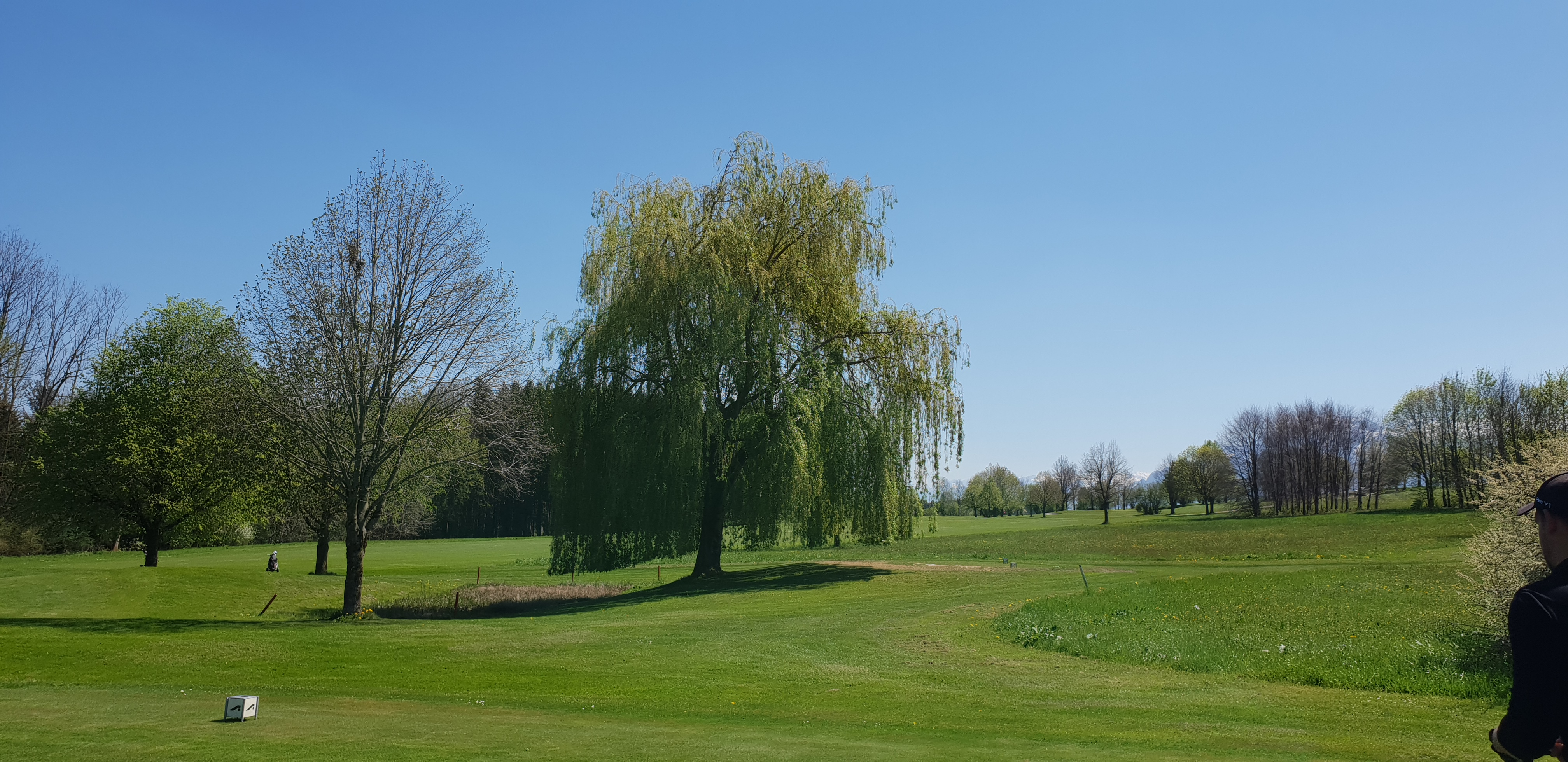
Salix alba 'Tristis' im Frühling (April)

## Nutzung

### Weidenruten und Holz
Das weiche und leichte Weidenholz wird wegen des geringen Aufkommens  und der geringen Witterungsbeständigkeit kaum industriell genutzt. Jedoch ist das Schälfurnier aufgrund seiner sehr homogenen Struktur, seines geringen Gewichts und der leichten Bearbeitbarkeit als Blindholz im Möbelbau und für die Herstellung von Sperrholz und Streichhölzern nutzbar. Es wird seltener auch für die Herstellung von Cricketschlägern, Prothesen oder Holzschuhen verwendet.  Die Silber-Weide wurde früher häufig als Kopfweide geschnitten. Die Weidenruten wurden als Flechtmaterial genutzt. Weitere Verwendung findet es als Brennholz und in der Papierindustrie.

### Heilpflanze
Die Rinde der Weide enthält das schmerzlindernde und fiebersenkende Salicin. Im 12. Jahrhundert empfahl Hildegard von Bingen Weidenrindentee gegen Fieber, Gicht und Gelenkrheumatismus. Im 17. Jahrhundert wurde die Rinde zur Medikamentenherstellung gegen Gicht und Rheuma verwendet.

### Kosmetik
In der Haarpflege findet die Silber-Weide mittlerweile Anwendung zur Vermeidung des Gelbstichs bei älterem ergrauten, blondiertem oder verchlortem Haar.